# Carl Wilhelm Hahn (peintre)
Pour les articles homonymes, voir Carl Wilhelm Hahn et Hahn.
Carl Wilhelm Hahn, également Carl William Hahn, (né le 7 janvier 1829 à Ebersbach et mort le 8 juin 1887 à Dresde) est un peintre américain d'origine saxonne rattaché à l'école de Düsseldorf.   

## Biographie
Hahn est le quatrième enfant du tisserand luthérien Carl Gottlob Hahn dans la rue Polenzstraße 2 à Ebersbach (Haute-Lusace). À l'âge de 15 ans, il entame cinq années d'études en peinture à l'école supérieure des beaux-arts de Dresde. Entre autres choses, il est instruit par Ludwig Richter. Au cours de la dernière année scolaire, il appartient à la classe du maître Julius Hübner. En 1851, il reçoit des médailles lors d'une exposition à Dresde. De 1854 à 1855, il étudie à l'académie des beaux-arts de Düsseldorf, où il fait la connaissance du milieu et du "style" de l'école de peinture de Düsseldorf et approfondit la peinture de personnages et d'animaux.
De 1857 à 1870, il est membre de l'association d'artistes Malkasten. Pendant ce temps, il expose à Dresde et à Düsseldorf ; depuis les années 1860, il organise également des expositions aux États-Unis. En 1869, Hahn se lie d'amitié à Düsseldorf avec le peintre William Keith, avec qui il suit des cours particuliers jusqu'en 1871 succédant à de nombreux peintres américains célèbres comme Andreas Achenbach et Albert Flamm.
À l'automne de 1871, Hahn déménage dans le Nouveau Monde, où il rend visite à Keith dans le Maine. En décembre 1871, il ouvre un studio à Boston, qu'il partage peu de temps après avec Keith, avant de partir au printemps 1872 pour se rendre à San Francisco, où ils partagent également un studio. Dans les années 1870, Hahn prend une part active à la scène artistique de San Francisco. Il devient donc membre du Bohemian Club local et de la San Francisco Art Association, qu'il a présidé en 1876. De San Francisco, Hahn entreprend des voyages d'étude en Californie, au Nevada et en Alaska. Lorsque le marché de l'art de San Francisco s'est effondré en 1878, il s'installe à New York, où il expose à l'académie américaine de design et à la Brooklyn Art Association.
À la fin de 1879, il rentre à San Francisco. En 1880 et 1881, il expose sur les deux côtes. En juin 1882 , il est marié à Adelaide Rising. Peu de temps après, le couple se rendit en Europe, d'abord à Londres, où est née une fille, puis à Dresde.  Là, Hahn meurt en 1887, de manière surprenante.  Sa veuve revient avec sa fille aux États-Unis, où ils se sont installés à Oakland.

## Travaux
Hahn est surtout connu pour sa peinture de genre et ses peintures d'animaux, mais il a également peint des portraits, des natures mortes et des intérieurs. Si sa peinture initiale témoigne d'une attitude romantique tardive, ses tableaux ultérieurs portent des traits réalistes. Hahn est considéré comme l'un des principaux peintres de genre américains de la fin du XIXe siècle. Ses représentations de la vie populaire américaine sont particulièrement significatives.

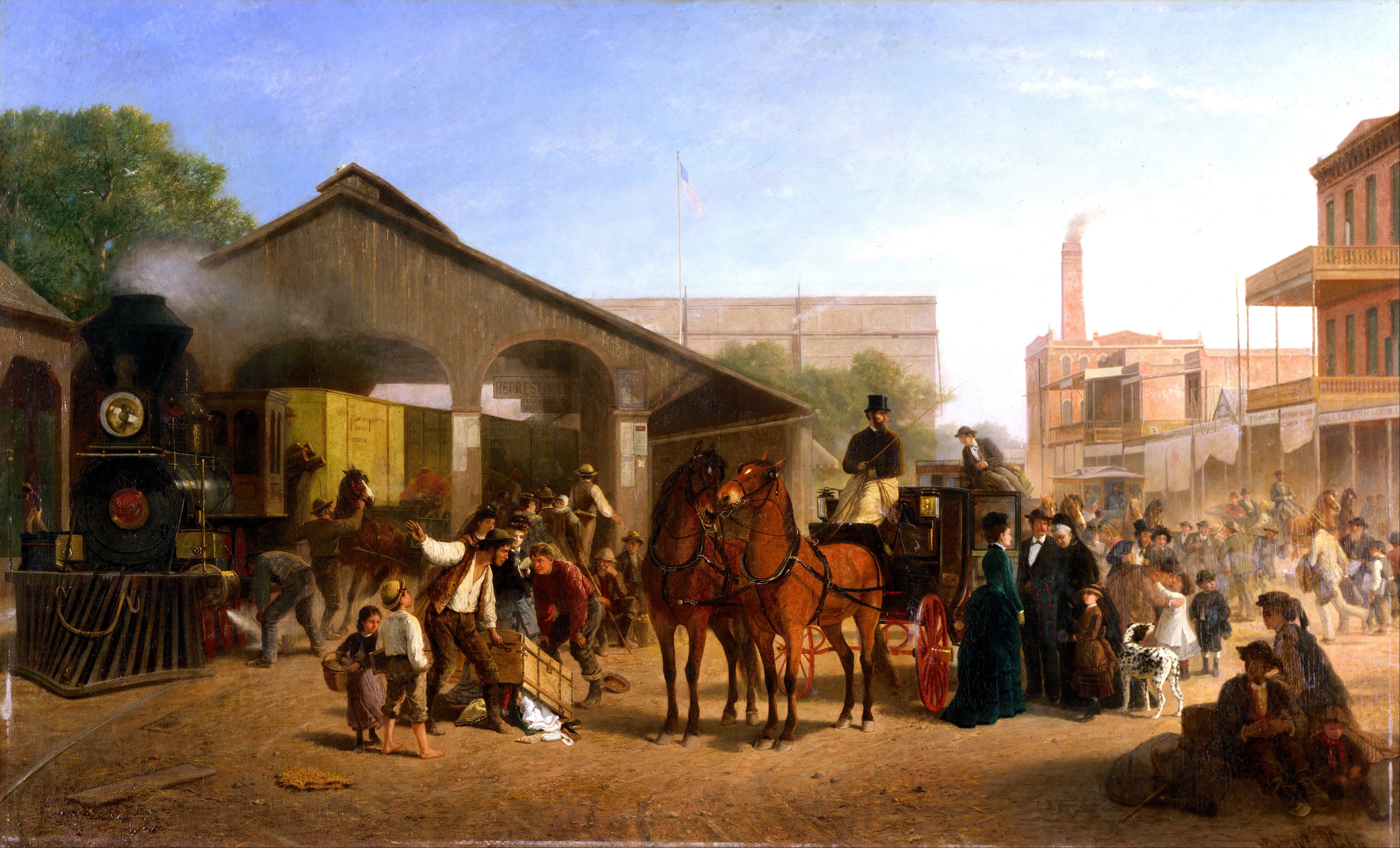
Gare du Southern Pacific à Sacramento, 1874
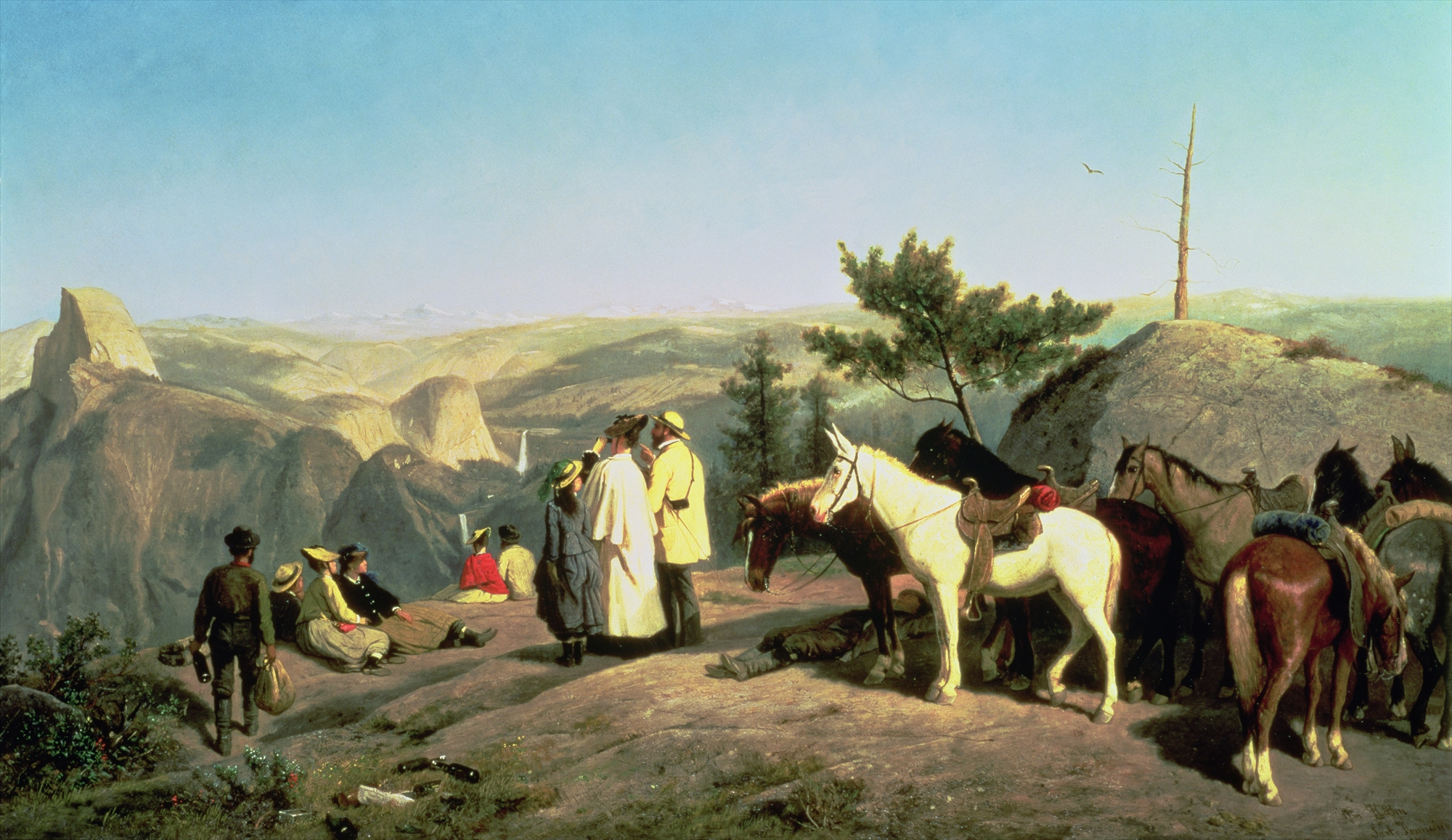
Vallée de Yosemite depuis Glacier Point, 1874
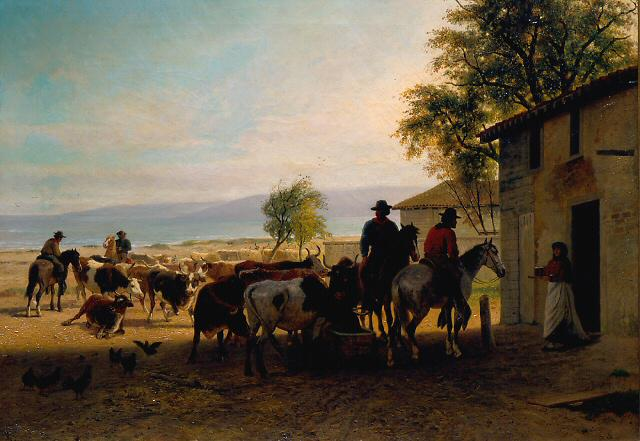
Scène de ranch, Monterey, Californie, 1875
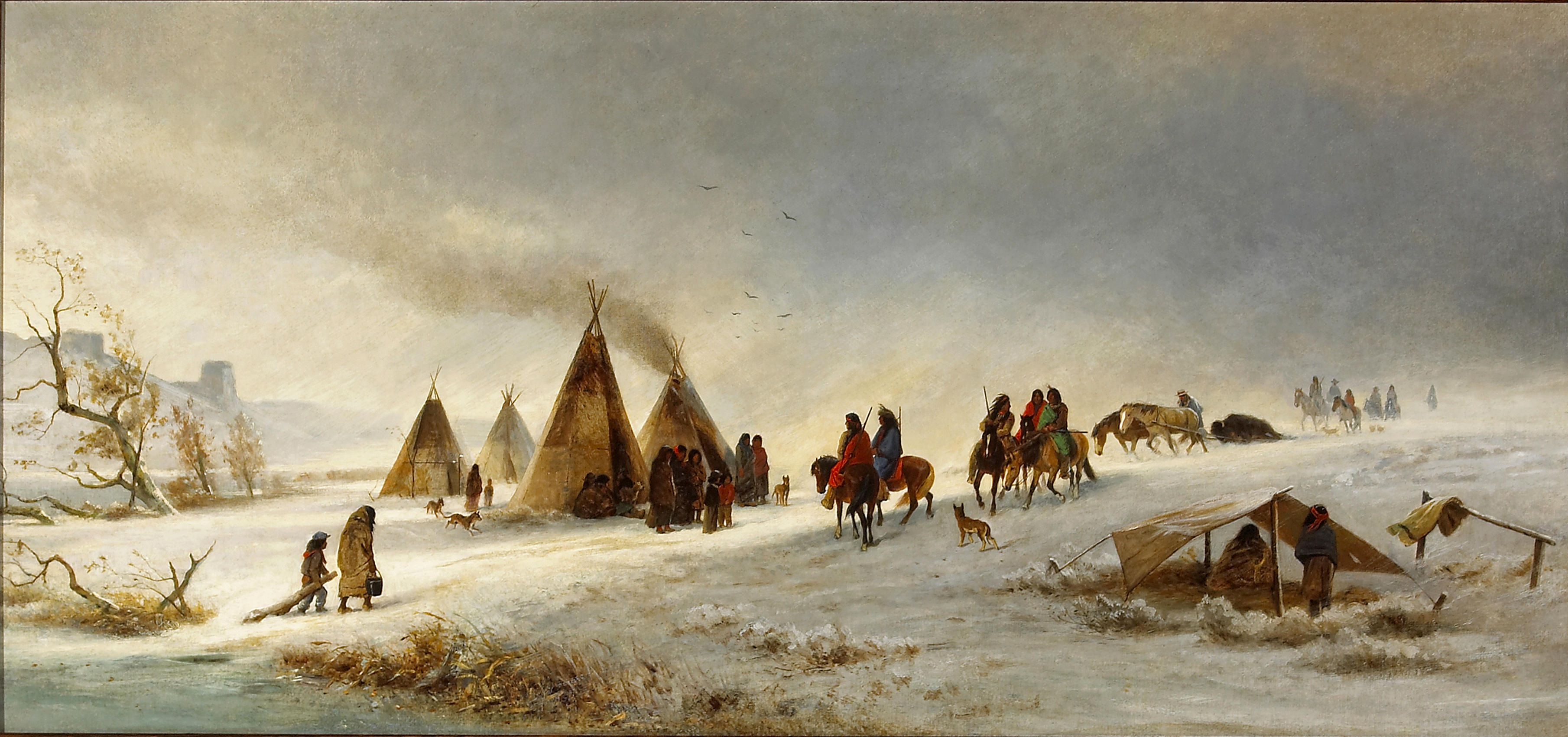
Indiens dans la neige, vers 1880
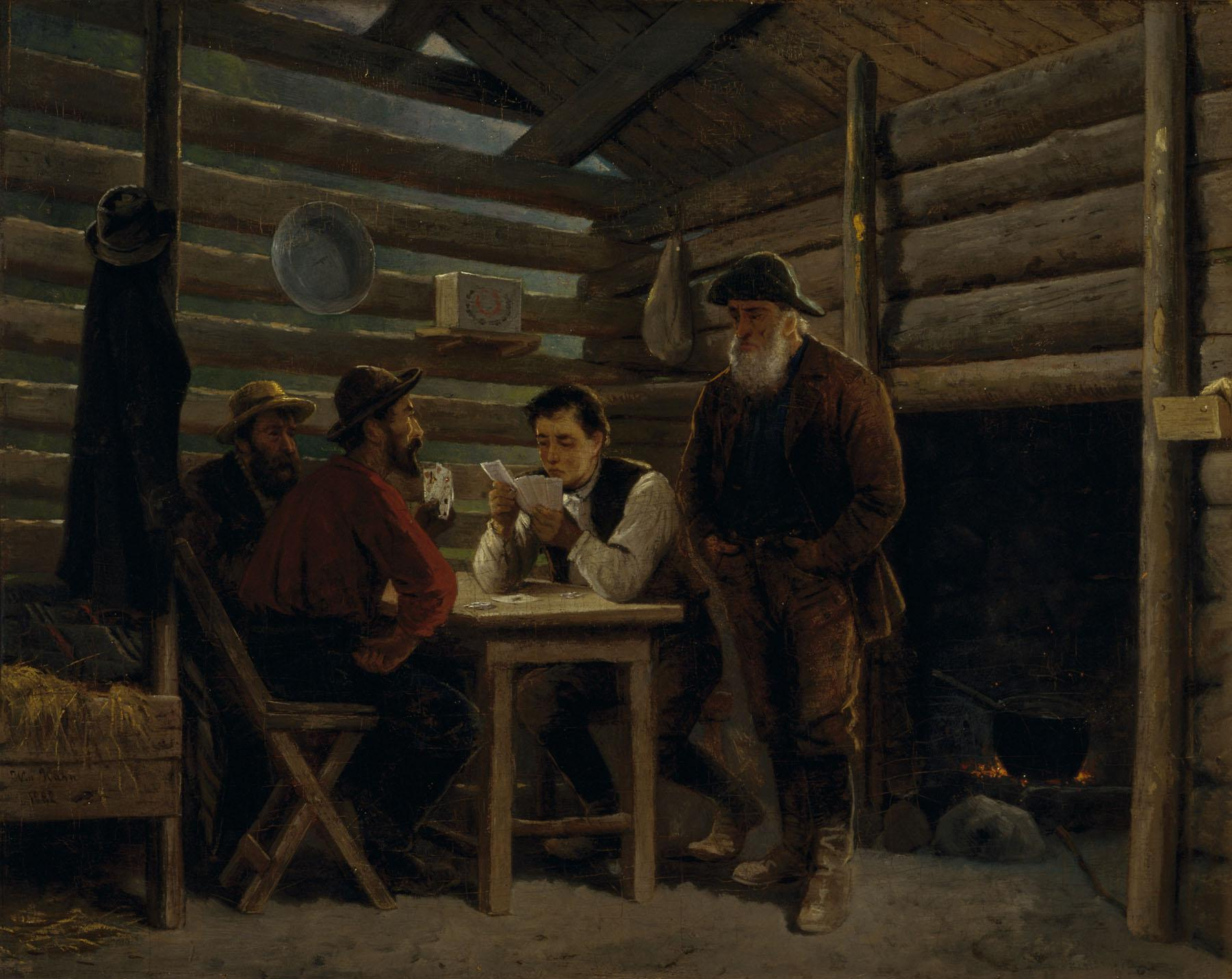
Cartes à jouer des mineurs, 1882
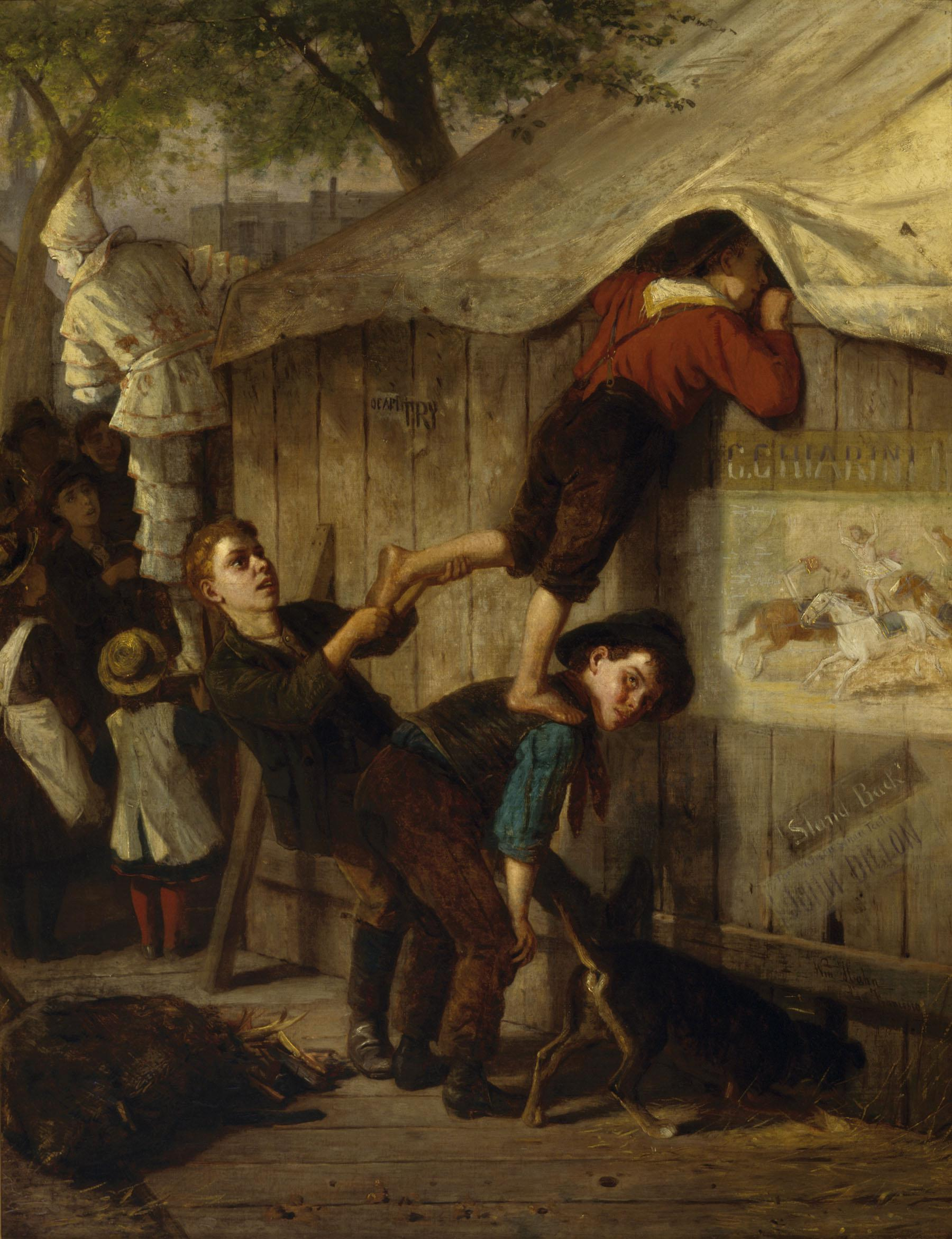
Le cirque (À mon tour), 1882